# 巴顿芬克
《巴頓芬克》（英語：Barton Fink）是一部1991年的美國時代電影，由柯恩兄弟執導、監製和編劇，獲得坎城影展金棕櫚獎、最佳導演獎和最佳男演員獎等三項大獎，並入圍奧斯卡獎3項大獎，包括奧斯卡最佳男配角獎。

## 劇情簡介
一名具有社會意識的編劇新秀剛從百老匯崛起，便被好萊塢約請寫一部關於摔角的B級片劇本。他住在破敗的旅館房間中搜索枯腸，卻硬是擠不出隻言片語。此刻，他隔壁的房間裡卻發生了種種怪事，使他猶如置身於人間煉獄，腦海中發生了種種荒誕可笑的幻象。

## 演員
- 約翰·特托羅 飾演 Barton Fink
- 約翰·古德曼 飾演 Charlie Meadows
- 麥可·勒納（英语：Michael Lerner (actor)） 飾演 Jack Lipnick
- 茱蒂·戴維斯 飾演 Audrey Taylor
- 約翰·馬奧尼 飾演 W. P. Mayhew
- 托尼·夏爾赫布 飾演 Ben Geisler
- 喬·波里托 飾演 Lou Breeze
- 史提夫·布斯美 飾演 Chet
- David Warrilow 飾演 Garland Stanford
- 理查·波特諾（英语：Richard Portnow） 飾演 Detective Mastrionotti
- 基斯杜化·莫爾尼（英语：Christopher Murney） 飾演 Detective Deutsch
- 米根·費伊（英语：Meagen Fay） 飾演 Poppy Carnahan
- Lance Davis 飾演 Richard St. Claire
- 法蘭絲·麥杜雯 飾演 舞台女演員的聲音（未掛名）
- 巴里·索南菲爾德 飾演 Page（未掛名）
- 麥克斯·郭登區（英语：Max Grodénchik） 飾演 Clapper Boy
- Harry Bugin（英语：Harry Bugin） 飾演 Pete

## 外部連結
- 互联网电影数据库（IMDb）上《巴顿芬克》的资料（英文）
- 豆瓣电影上《巴顿芬克》的資料 （简体中文）